# Peter Schep
Pieter Otto "Peter" Schep (nascido em 8 de março de 1977) é um ciclista holandês, especializado em provas de ciclismo de pista.
Representou os Países Baixos em quatro Jogos Olímpicos (1996, 2000, 2004 e 2008), obtendo o melhor resultado em 2004 ao terminar em quinto na perseguição por equipes.